# Sociedade União Musical Alenquerense
A SUMA (Sociedade União Musical Alenquerense) é uma colectividade musical do concelho de Alenquer. A sua sede fica no centro da vila ao lado da antiga fábrica de Têxteis Chemina. Conta com cerca de 90 músicos de variadas idades e 14 naipes: oboé, flauta, saxofone alto, saxofone tenor, saxofone barítono, clarinete baixo, clarinete, trombone, bombardino, trompete, trompa, tuba, contra-baixo e percussão. Esta colectividade tem 3 órgãos: a sede (nas antigas instalações da Chemina), a Banda e a escola de música (que engloba a mini-banda). Para a escola de música, a SUMA conta com aulas de solfejo e aulas de instrumento. Existem 4 professores de solfejo e 11 de instrumento.

## Progresso
Para os músicos se tornarem realmente músicos, têm de passar pelas várias fases do ensino musical:
1ª Fase-Solfejo-Todos têm de aprender as bases antes de começar a tocar. O solfejo é mesmo isso: As bases da música são ensinadas e aprofundadas até os professores darem a indicação de que os alunos estão preparados para "Pegar no instrumento".
2ª Fase-Iniciação no instrumento-Ao fim das lições necessárias, os alunos começam a ser preparados para tocar o instrumento que escolheram com professores conceituados que os ajudarão a progredir até chegar á banda.Quando os alunos estiverem preparado, mediante indicação do professor, começam a sua primeira fase de musica de conjunto.
3ª Fase-Mini-Banda-Esta banda é a primeira onde os agora músicos são integrados, por conseguinte, tem os elementos mais novos das duas bandas. Esta é aquela em que os músicos já têm aquela ansiedade e esperança de chegar á "Banda Grande"como ´chamada entre o mais novos.
4ª Fase-Banda-É a ultima fase do ensino e é aqui que estão o a tocar os professores. Esta última fase começa para os mais novos no dia 1 de Dezembro, quando começam a ensaiar com a banda e saem pela primeira vez "á rua" para desfilar com a banda tocando temas tais como o famoso Hino da Restauração. Os mais novos são chamados de maçaricos e costumam ser sujeitos a brincadeiras pelos mais velhos, tais como o "Chapéu voador", e que se dá um leve e discreto toque na aba do chapéu da farda e se diz a expressão: "Olh'ó Chapéu Voador!".

## História
No dia 1 de Dezembro de 1890, alguns músicos saíram à rua para comemorar a Restauração da Independência. Este foi o primeiro passo para a criação de uma banda que actualmente tem 119 anos. Começou pelo nome de Sociedade Filarmónica Operária Alenquerense e anos mais tarde, perto de 1909, este nome veio a mudar para Sociedade Filarmónica D'Alenquer. Por fim em cerca de 1938 a SUMA ganha o seu nome actual: Sociedade União Musical Alenquerense.